# Кіра Касс
Кіра Касс (англ. Kiera Cass; нар. 19 травня 1981, штат Південна Кароліна) — американська письменниця, найбільш відома за романами трилогії «Відбір», що увійшли до списку бестселерів за версією The New York Times.

## Біографія
Кіра Касс закінчила Редфордскій університет, в який перевелася з прибережного Каролінського університету.
У 2009 році вона написала роман «Сирена». «Відбір» — перший роман з однойменної трилогії, був виданий в 2012 році видавництвом HarperTeen. Книга була позитивно прийнята критикою. У 2013 вийшло продовження першої частини – «Еліта»; заключний роман трилогії побачив світ в 2014 році. Права на зйомки однойменних фільмів за трилогією були викуплені кінокомпанією Warner Bros.
У травні 2013 року Кіра Касс оголосила про роботу над новою серією книг під робочою назвою «238».
У 2015 і 2016 роках вийшли дві книги про дочку головної героїні серії «Відбір».

### Серія «Відбір»
- Відбір (2012)
- Еліта (2013)
- Єдина (2014)
- Спадкоємниця (2015)
- Корона (2016)

### Спінофидо серії
- Принц (2013)[10]
- Вартовий (2014)
- Історії Відбору: Принц та Вартовий (2014)
- Королева (2015)
- Улюблениця (2015)
- Історії Відбору: Королева та Улюблениця (2015)
- Довго і щасливо (2015)

### Інші романи
- Сирена (2009)[11]